# Sigifredo Chuchuca
Sigifredo Chuchuca (Pasaje, Provincia de El Oro, 16 de marzo de 1925 - Guayaquil, 13 de diciembre de 2003) fue un futbolista ecuatoriano. Fue fichado por el Barcelona S.C. el 28 de junio de 1946 y el 15 de julio debutó ante Huancavilca.

## Trayectoria deportiva
Formó parte de una generación dorada en el amateurismo con el Barcelona Sporting Club.
Fue internacional con la Selección de fútbol de Ecuador en 8 ocasiones entre 1949 y 1953.

### Participaciones en Copa América
| Copa                         | Sede   | Resultado     |
| ---------------------------- | ------ | ------------- |
| Campeonato Sudamericano 1949 | Brasil | Primera Ronda |
| Campeonato Sudamericano 1953 | Perú   | Primera Ronda |

## Clubes

### Como futbolista
| Club      | País    | Año         |
| --------- | ------- | ----------- |
| Barcelona | Ecuador | 1946 - 1957 |

## Palmarés

### Campeonatos nacionales
| Título                                     | Club      | País    | Año  |
| ------------------------------------------ | --------- | ------- | ---- |
| Campeonato Amateur de Guayaquil Superior B | Barcelona | Ecuador | 1946 |
| Campeonato Amateur de Guayaquil            | Barcelona | Ecuador | 1950 |
| Campeonato de Guayaquil                    | Barcelona | Ecuador | 1955 |